# Wingegyps cartellei
Wingegyps cartellei es una especie extinta de ave acipitriforme de la familia de los catártidos descrito a partir de restos encontrados en una cueva datada del Pleistoceno y ubicada en los estados de Bahía y Minas Gerais, en el este de Brasil.

## Taxonomía
Cuando fue descubierta, fue asignada al orden Ciconiiformes y familia Vulturidae. Sin embargo, la mayoría de los autores no considera necesaria la existencia de Vulturidae convirtiéndola en un sinónimo de Cathartidae. La posición taxonómica de esta familia ha sido objeto de debate de los ornitólogos siendo clasificado dentro de los órdenes de Falconiformes, Ciconiiformes, Cathartiformes y Accipitriformes dependiendo del autor. Esta última posición fue adoptada por la Comisión de Clasificación Norteamericana de la AOU y por el Congreso Ornitológico Internacional.
Está estrechamente relacionada con los géneros Gymnogyps y Vultur, en especial con los primeros.
Etimología
El nombre genérico viene de la combinación del vocablo griego gyps, que significa buitre y Winge, en honor al ornitólogo danés Oluf Winge. En cuanto a su nombre específico, este hace referencia al paleontólogo Cástor Cartelle, de la Universidad Federal de Minas Gerais.

## Descripción
Es de pequeño tamaño, siendo incluso menor que el gallinazo (Coragyps atratus). Se diferencia de otros géneros de cóndores por la total visibilidad desde una vista lateral del cóndilo occipital, el cual no es visible en Breagyps y solo parcialmente en Gymnogyps y Vultur. Su pequeño tamaño posiblemente le trajo varios problemas en su habilidad de encontrar cadáveres o competir por ellos con otras especies de buitres. Si se supone que al igual que sus parientes cercanos del género Cathartes en cuanto a la carencia de capacidad olfatoria, Wingegyps tendría poco éxito compitiendo con cualquiera de las especies de este género por la obtención de pequeños cadáveres.
Sin embargo, es probable que sea el equivalente ecológico del buitre palmero (Gypohierax angolensis), en África, alimentándose del suave mesocarpio de la nuez de Paraguay (Acrocomia aculeata) aunque también podría tener hábitos similares al alimoche común (Neophron percnopterus) subsistiendo con las sobras de otras especies más grandes de buitres. Esta última opción explicaría su extinción ya que al igual que las grandes especies de buitres americanos desapareció casi al mismo tiempo que la megafauna americana.

## Rango
Vivió probablemente durante el Pleistoceno superior o el Holoceno inferior, de acuerdo a los datos de las pruebas de carbono 14, que arrojaron una antigüedad de 12 200 años.